# Titan IIIE

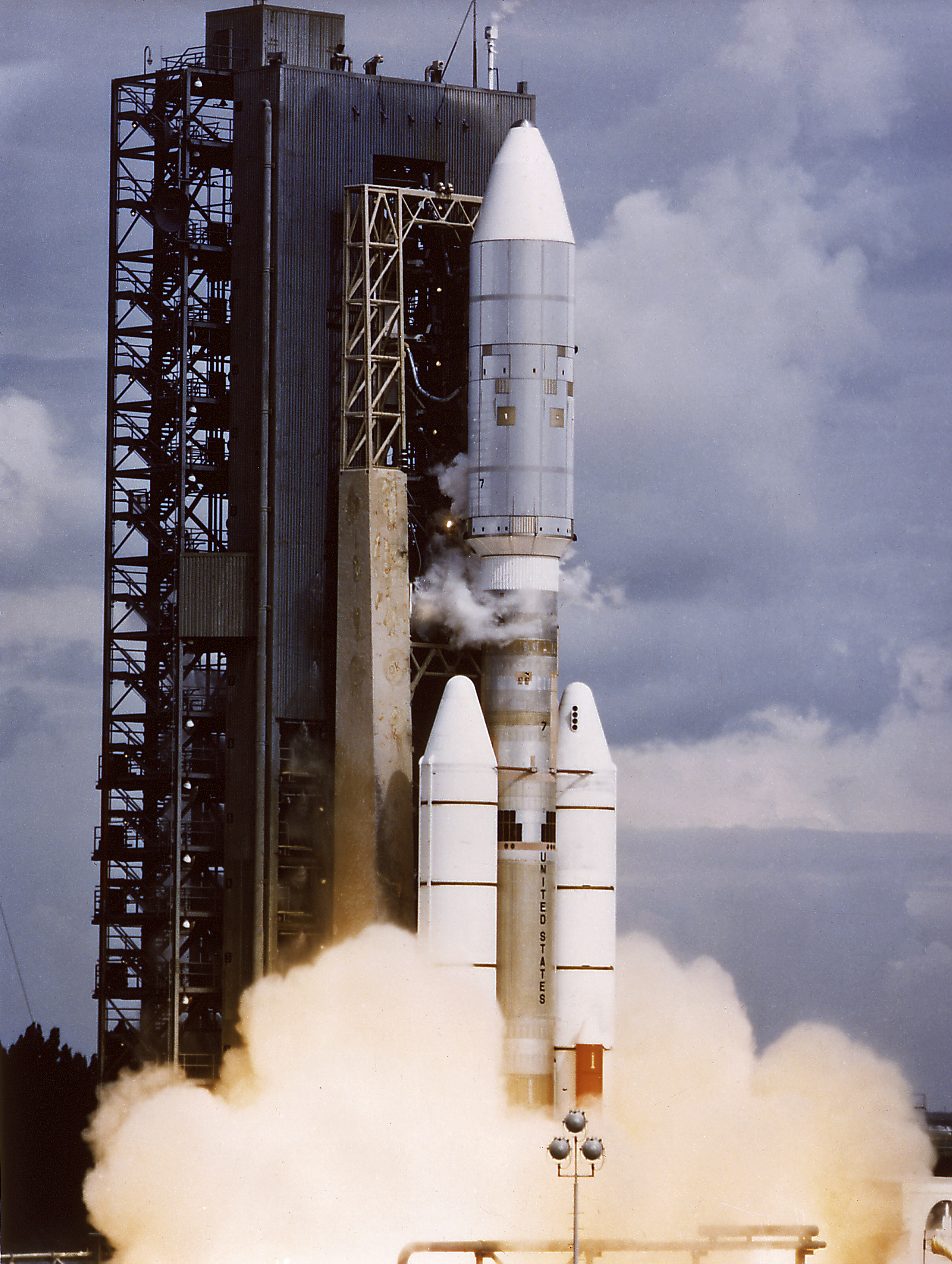
Il vettore Titan IIIE utilizzato per il lancio della sonda Voyager 2 nel 1977

Titan IIIE, conosciuto anche come Titan-Centaur, era un vettore spaziale statunitense appartenente alla famiglia di lanciatori Titan. 
Era un razzo a tre stadi derivato dal Titan III, di cui conservava i primi due stadi, mentre il terzo stadio era costituito da uno stadio superiore Centaur. È stato utilizzato fra il 1974 e il 1977 per il lancio di alcune sonde spaziali, fra cui Voyager 1 e Voyager 2.

## Storia
All'inizio degli anni sessanta, la NASA utilizzava per il lancio di sonde spaziali un vettore derivante dalla combinazione del razzo Atlas con uno stadio superiore Centaur. Nel 1967, la NASA iniziò a considerare la combinazione del massiccio razzo Titan III e dello stadio superiore Centaur per creare quello che all'epoca sarebbe stato il veicolo di lancio più potente per l'esplorazione planetaria. Con più di tre volte la capacità di carico utile dell'Atlas-Centauro, la nuova versione del Titan III, denominata Titan IIIE, avrebbe potuto lanciare le ambiziose missioni spaziali robotiche pianificate per gli anni settanta, basate su sonde più pesanti e massicce di quelle lanciate negli anni sessanta. 
Il Lewis Research Center della NASA (ora Glenn Research Center) è stato incaricato di studiare il modo di integrare il Titan con il Centaur, cosa che ha richiesto una serie di modifiche. La modifica più evidente è stata quella di racchiudere il Centauro in un ampio involucro che proteggesse il razzo e il carico utile durante la fase di salita. La copertura ha permesso di migliorare l'isolamento del Centaur e quindi di aumentare il suo tempo di percorrenza in orbita da trenta minuti (quando lanciato con un Atlas) a oltre cinque ore con l'impiego del Titan IIIE.  Poiché lo stadio Centaur era più ampio dello stadio centrale del Titan, è stato inoltre necessario realizzare un apposito raccordo, che dalla base a contatto con il Titan si allargasse progressivamente verso la parte superiore. Lo stadio Centaur conteneva anche il sistema di guida per l'intero veicolo di lancio. Era disponibile anche una configurazione del razzo a quattro stadi, con uno stadio superiore aggiuntivo Star-37E da utilizzare per i lanci di alcune sonde. 
Con il Titan IIIE sono stati effettuati sette lanci, tutti dalla Base spaziale di Cape Canaveral. Il primo lancio, riguardante il satellite Sphinx, è fallito, mentre gli altri sei lanci hanno avuto successo ed hanno riguardato le sonde Helios 1, Helios 2, Viking 1, Viking 2, Voyager 1 e Voyager 2. Nei lanci delle due sonde Helios fu usato il quarto stadio Star.